# Детский мир (сеть магазинов)
«Детский мир» — советская и российская сеть магазинов товаров для детей, созданная в 1947 году.
Компания развивает омниканальный бизнес, розничный сегмент представлен магазинами «Детский мир», «Детмир-мини» и сетью зоомагазинов «Зоозавр». В 2020 году ПАО «Детский мир» вошло в перечень системообразующих предприятий Российской Федерации.

## История
Первый магазин с названием «Детский мир» открылся 8 сентября 1947 года в Москве на улице Кирова (ныне Мясницкая) и был филиалом ЦУМа.
В 1996 году ОАО АФК «Система» стала акционером АО «Детский мир» и к 2004 году увеличила свой пакет акций до 70,5 %.
В 2001 году открылся магазин «Детский мир» в Орле. В мае 2008 года в Магнитогорске открыт 100-й супермаркет сети. В декабре 2011 года открылся первый магазин сети в Казахстане.
В середине 2012 года группа компаний «Детский мир» приобрела компанию ООО «Куб-маркет», развивающую в России по франчайзингу розничную сеть магазинов «ELC — Центр раннего развития». На 1 августа 2016 года сеть включала в себя 44 магазина средней площадью 100—120 м² и интернет-магазин.
В апреле 2014 года сеть магазинов «Детский мир» стала арендатором «Военторга» на Воздвиженке для открытия в здании своего флагманского магазина. Договор аренды заключен на 10 лет. Открытие магазина произошло 26 августа 2014 года.
За 2015 год ГК «Детский мир» открыла 104 новых магазина, за 2016 год − 100 супермаркетов.
Всего на 30 июля 2017 года сеть «Детский мир» насчитывает 488 супер и гипермаркетов в 181 городе России и Казахстана.
В январе 2016 года стало известно, что АФК «Система» продала Российско-китайскому инвестиционному фонду (РКИФу) 23,1 % акций сети «Детский мир» за 9,75 млрд руб. Таким образом, на 1 августа 2016 года основными акционерами компании являлись АФК «Система» (72,6 %) и РКИФ (23,1 %).
В феврале 2017 года «Детский мир» вышла на IPO на Московской бирже. Цена акции составила 85 рублей, общий размер сделки − около 21,1 млрд рублей.
12 декабря 2017 года в рамках обеспечительных мер по иску «Роснефть» и «Башнефть» к АФК «Система» Арбитражный суд Башкирии арестовал 52,09 % акций ПАО «Детский мир» балансовой стоимостью 33,8 млрд руб. В феврале Арбитражный суд Башкирии освободил от ареста принадлежащие АФК «Система» 52,09 % акций «Детского мира» в рамках мирового соглашения с «Роснефтью».
В рамках развития новых бизнес-вертикалей в 2018 году руководством ГК «Детский мир» принято решение о выходе на рынок зоотоваров. Проект сети магазинов товаров для животных был назван «Зоозавр».
2 сентября 2020 года, АФК «Система» и Российско-китайский инвестиционный фонд объявили об успешном завершении сделки по продаже 25 % акций «Детского мира», по итогам которого стороны выйдут из акционерного капитала ретейлера. Размер предложения составил 184 750 001 акцию «Детского мира», бумаги будут проданы по цене 112 рублей за штуку, на закрытии торгов 1 сентября акции стоили 112,96 рубля. Таким образом, дисконт составит менее 1 %, а акционеры получат порядка 20,7 млрд рублей (в том числе АФК «Система» — 16,9 млрд рублей). Большинство покупателей — международные инвестиционные фонды из Великобритании и США, пояснил РБК представитель «Системы». «Детский мир» после завершения сделки по продаже акций станет компанией со 100 % акций в свободном обращении (не считая квазиказначейские акции и акции, принадлежащие менеджменту и директорам).
29 декабря 2020 года, стало известно, что инвестиционная компания «Altus Capital» приобрела 25 % акций «Детского мира».

## Деятельность
«Детский мир» за первые шесть месяцев 2021 года увеличил чистую прибыль по МСФО почти в 4,7 раза, до 5,173 млрд руб. Выручка за отчетный период увеличилась на 22 %, до 73,1 млрд руб.
По итогам 2021 года чистая выручка компании составила 164,3 млрд руб., объём продаж составил 184,3 млрд руб., увеличившись на 16,9 %, по сравнению с 2020 годом.

## Собственники и руководство
По состоянию на конец 2020 года 25 % акций компании принадлежали «Altus Capital», остальные 75 % акций находились в свободном обращении и торговались на Московской бирже.
2 мая 2023 года стало известно, что консорциум инвесторов во главе с основателем сети «Кораблик» Алексеем Зуевым приобрел 29,9 % акций компании.
19 сентября 2024 года ПАО «Детский мир» было ликвидировано.
В октябре 2024 года был завершён процесс делистинга акций с Московской биржи. Операционной компанией сети стало ООО «ДМ».